# Gare de Sury-le-Comtal
La gare de Sury-le-Comtal est une gare ferroviaire française située sur le territoire de la commune de Sury-le-Comtal dans le département de la Loire en région Auvergne-Rhône-Alpes.

## Situation ferroviaire
Cette gare est située au point kilométrique 123,694 de la ligne de Clermont-Ferrand à Saint-Just-sur-Loire. Son altitude est de 383 mètres.

## Service des voyageurs

### Accueil
Les installations se limitent à un quai et à une borne de pass Oùra.

### Desserte
Elle est desservie par les trains TER Auvergne-Rhône-Alpes (relation de Clermont-Ferrand à Saint-Étienne-Châteaucreux).
Quelques trains de fret traversent la gare, notamment pour la desserte de la verrerie de Saint-Romain-le-Puy.